# Ignacio Montenegro
Ignacio Montenegro (Rada Tilly, Provincia del Chubut, Argentina; 23 de noviembre de 2004) es un piloto de automovilismo argentino. Actualmente compite en distintos campeonatos de TCR.

## Carrera deportiva

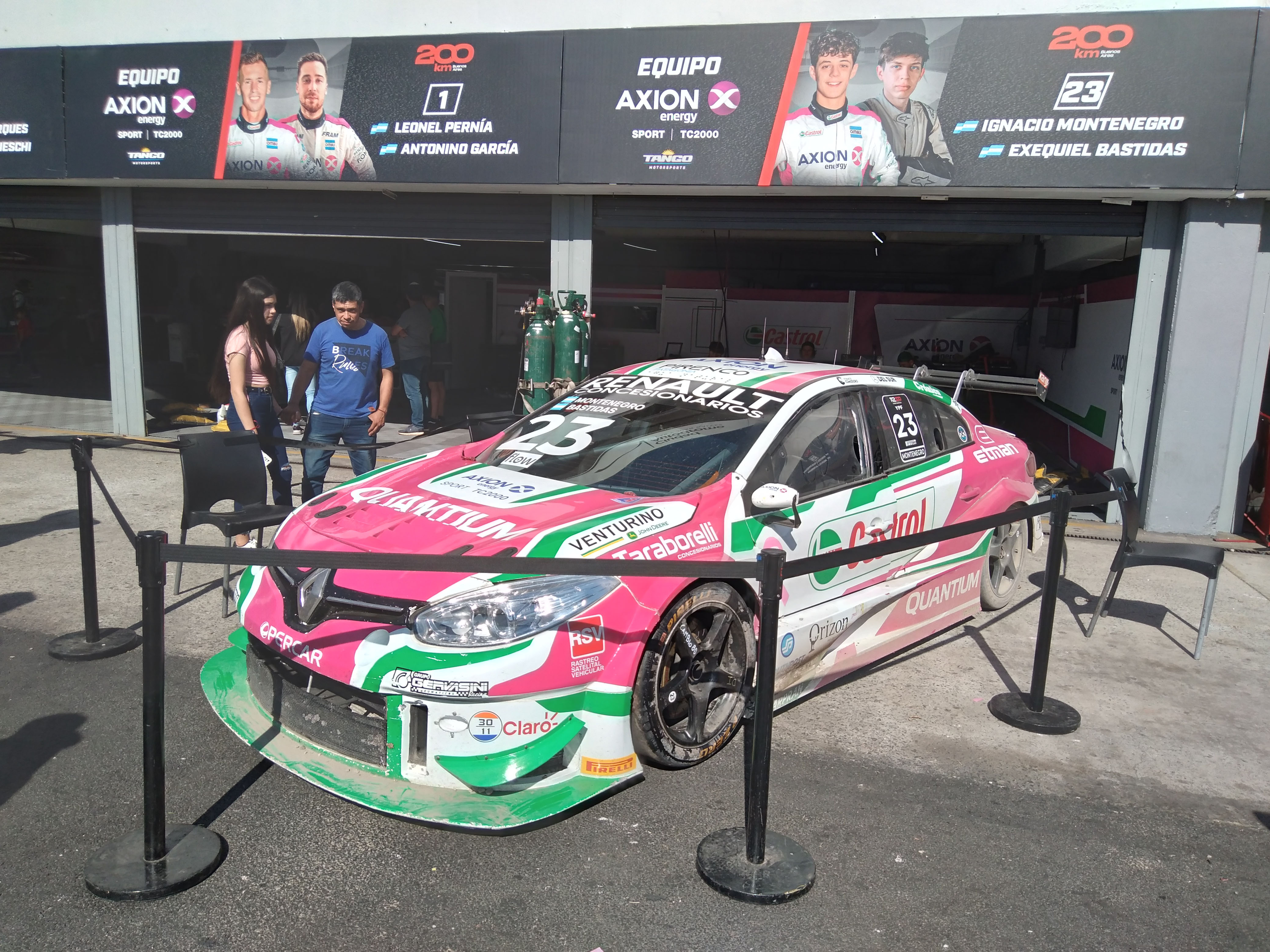
Renault Fluence manejado por Montenegro en la edición 2023 de los 200 km de Buenos Aires.

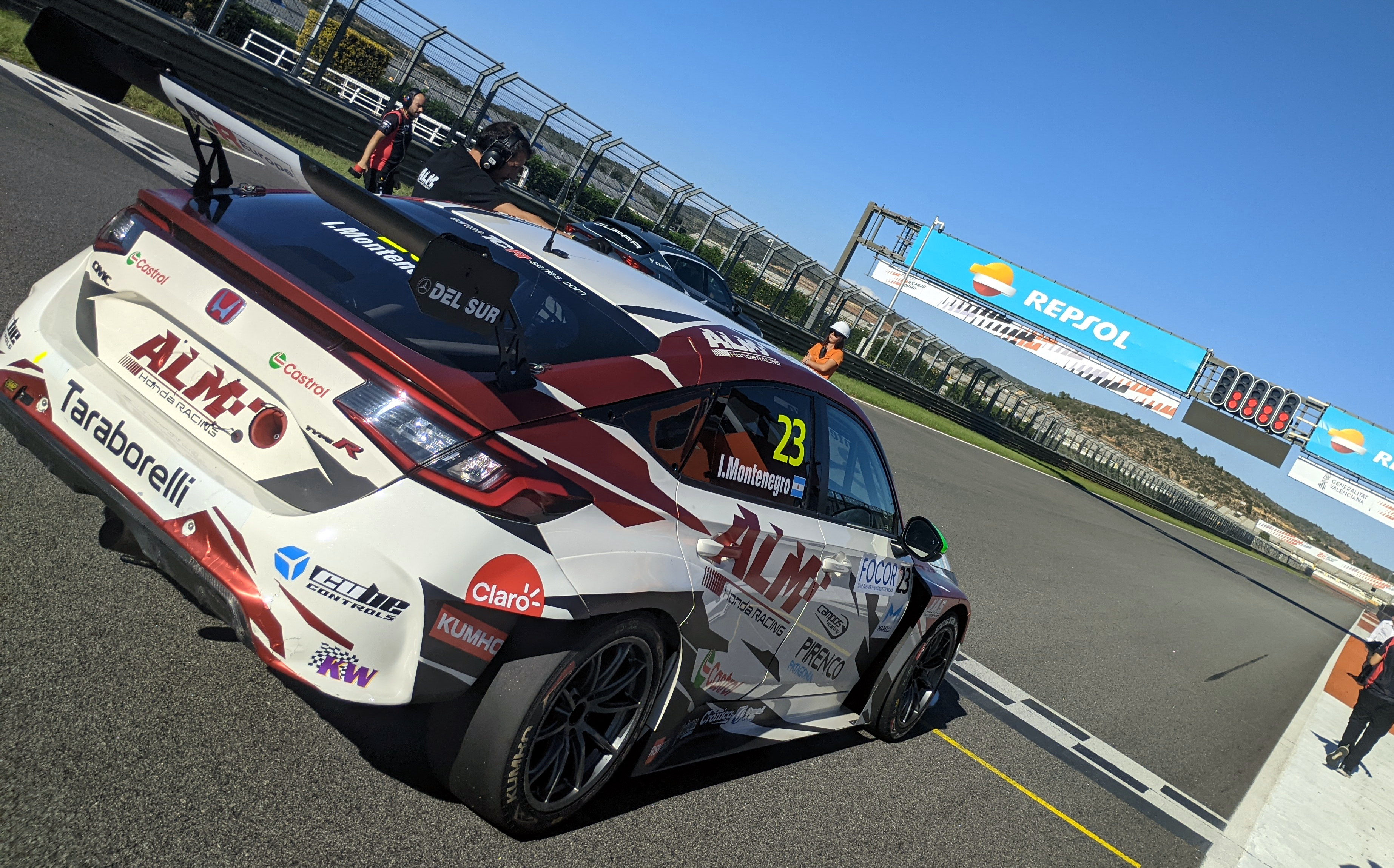
Montenegro en Pole en el TCR Europe (2024)

Montenegro comenzó su carrera automovilística en el karting a los 9 años. Corrió a nivel nacional e internacional, logrando como mejor resultado dos terceros lugares en 2016 y 2019 respectivamente.
En 2020 pasó a carreras de monoplazas, fichando por la escudería MP Motorsport para correr en el Campeonato de España de F4. Corrió seis carreras en Jerez de la Frontera y Valencia, sin poder sumar puntos. A su vez corrió diez carreras para el equipo Croizet Racing en la Fórmula Renault 2.0 Argentina 2020-21, logrando un tercer lugar en Buenos Aires. Finalizó noveno en el campeonato con 126 puntos.
Al año siguiente se unió a Toyota Young para hacer su debut en el TC 2000. Logró cuatro victorias en once podios y el tercer lugar en el campeonato detrás de Jorge Barrio y Facundo Marques. A su vez corrió como invitado en tres carreras de la categoría principal Súper TC 2000. Con 16 años, Montenegro se convirtió en el piloto más joven en debutar en la competición. Para el año 2022 volvió a correr en ambas categorías para los equipos Axion Energy Sport (STC2000) y Ambrogio Racing (TC 2000).
En 2023, Montenegro obtuvo su primer título en el automovilismo al ser campeón de TCR South America, compitiendo para la Squadra Martino. Ganó cinco carreras y sumó 16 puntos más que el subcampeón, Bernardo Llaver. A su vez, fue tercero en el campeonato de TC2000. Además, también realizó pruebas en Italia junto a JAS Motorsport. En diciembre del mismo año, fue confirmado su fichaje por los equipos JAS y ALM Motorsport para disputar en 2024 el TCR Spain y el TCR Europe Touring Car Series respectivamente, lo significaría su regreso a Europa desde su participación en la Fórmula 4 Española en 2020.

## Resumen de carrera
| Temporada | Categoría                             | Equipo                   | Carreras     | Victorias    | Poles        | VR           | Podios       | Puntos       | Pos.         |
| --------- | ------------------------------------- | ------------------------ | ------------ | ------------ | ------------ | ------------ | ------------ | ------------ | ------------ |
| 2020      | Campeonato de España de F4            | MP Motorsport            | 6            | 0            | 0            | 0            | 0            | 0            | 25.º         |
| 2020-21   | Fórmula Renault 2.0 Argentina         | Croizet Racing           | 10           | 0            | 0            | 0            | 1            | 126          | 9.º          |
| 2021      | Súper TC2000                          | Puma Energy Honda Racing | 3            | 0            | 0            | 0            | 0            | 0            | NC†          |
| 2021      | TC2000                                | Toyota Young             | 24           | 4            | 1            | 3            | 11           | 246          | 3.º          |
| 2022      | TC2000                                | Axion Energy Sport       | 22           | 1            | 0            | 0            | 5            | 198          | 6.º          |
| 2022      | TC2000 Series                         | Axion Energy Sport       | 24           | 0            | 0            | 0            | 8            | 237          | 2.º          |
| 2022      | TCR South America                     | Crown Racing             | 1            | 0            | 0            | 0            | 0            | 33           | 35.º         |
| 2022      | TCR South America                     | Cobra Racing Team        | 2            | 0            | 0            | 0            | 0            | 33           | 35.º         |
| 2022      | Turismo Nacional - Clase 3            | Alifraco Sport           | 2            | 0            | 0            | 0            | 0            | 7            | 47.º         |
| 2022      | Motorsport Games de la FIA - Turismos | Team Argentina           | 2            | 0            | 0            | 0            | 0            | N/A          | 4.º          |
| 2023      | TC2000                                | Axion Energy Sport       | 19           | 4            | 2            | 3            | 8            | 255          | 3.º          |
| 2023      | TCR South America                     | Squadra Martino          | 18           | 5            | 3            | 2            | 7            | 468          | 1.º          |
| 2023      | TCR World Tour                        | Squadra Martino          | 4            | 0            | 0            | 0            | 0            | 20           | 26.º         |
| 2023      | TCR Brasil                            | Squadra Martino          | 11           | 2            | 3            | 0            | 4            | 261          | 2.º          |
| 2024      | TCR Spain - Winter Series             | ALM Motorsport           | 4            | 3            | 0            | 2            | 4            | 169          | 1.º          |
| 2024      | TCR South America                     | Squadra Martino          | Disputándose | Disputándose | Disputándose | Disputándose | Disputándose | Disputándose | Disputándose |
| 2024      | TCR Brasil                            | Squadra Martino          | Disputándose | Disputándose | Disputándose | Disputándose | Disputándose | Disputándose | Disputándose |
| 2024      | TCR Europe Touring Car Series         | ALM Motorsport           | 12           | 1            | 1            | 0            | 5            | 342          | 3.º          |
| 2024      | TCR Spain                             | ALM Motorsport           | 8            | 3            | 0            | 2            | 3            | 242          | 1.º          |
| Fuente:   |                                       |                          |              |              |              |              |              |              |              |

- † Era piloto invitado, por lo que no sumó puntos.

## Resultados

### TC 2000
(Clave) (negrita indica pole position) (cursiva indica vuelta rápida)

| Año  | Equipo       | Auto              | 1    | 2    | 3     | 4     | 5    | 6    | 7     | 8     | 9      | 10     | 11  | 12  | 13  | 14  | 15  | 16  | 17  | 18  | 19     | 20     | 21    | 22    | 23    | 24    | Res. | Puntos    |
| ---- | ------------ | ----------------- | ---- | ---- | ----- | ----- | ---- | ---- | ----- | ----- | ------ | ------ | --- | --- | --- | --- | --- | --- | --- | --- | ------ | ------ | ----- | ----- | ----- | ----- | ---- | --------- |
| 2021 |              |                   | BA I | BA I | BA II | BA II | AG I | AG I | SNI I | SNI I | BA III | BA III | PAR | PAR | TOA | TOA | VIL | VIL | ROS | ROS | SNI II | SNI II | AG II | AG II | BA IV | BA IV | 3.º  | 246 (269) |
| 2021 | Toyota Young | Toyota Corolla XI | 5    | 10   | 3     | 11    | 3    | 3    | 2     | 4     | Ret    | 5      | Ret | 6   | 3   | Ret | 1   | Ex. | 2   | 2   | 4      | 5      | 1     | 1     | 1     | 5     | 3.º  | 246 (269) |

### Súper TC 2000
(Clave) (negrita indica pole position) (cursiva indica vuelta rápida)

| Año  | Equipo                   | Auto          | 1    | 2    | 3     | 4     | 5  | 6  | 7   | 8   | 9      | 10     | 11  | 12  | 13  | 14  | 15    | 16  | 17  | 18  | 19  | 20    | 21    | 22   | Res. | Puntos |
| ---- | ------------------------ | ------------- | ---- | ---- | ----- | ----- | -- | -- | --- | --- | ------ | ------ | --- | --- | --- | --- | ----- | --- | --- | --- | --- | ----- | ----- | ---- | ---- | ------ |
| 2021 |                          |               | BA I | BA I | BA II | BA II | AG | AG | SNI | SNI | BA III | BA III | PAR | PAR | TOA | TOA | BA IV | VIL | VIL | ROS | ROS | AG II | AG II | BA V | NC   | 0      |
| 2021 | Puma Energy Honda Racing | Honda Civic X |      |      |       |       |    |    |     |     |        |        |     |     |     |     |       |     |     |     |     | Ret   | 14    | 9    | NC   | 0      |

### TCR South America
(Clave) (negrita indica pole position) (cursiva indica vuelta rápida)

| Año  | Equipo            | Auto                         | 1     | 2   | 3   | 4   | 5   | 6      | 7      | 8   | 9   | 10  | 11  | 12  | 13  | 14  | 15  | 16  | 17  | 18  | 19  | Pos. | Pts. |
| ---- | ----------------- | ---------------------------- | ----- | --- | --- | --- | --- | ------ | ------ | --- | --- | --- | --- | --- | --- | --- | --- | --- | --- | --- | --- | ---- | ---- |
| 2022 |                   |                              | VEL   | VEL | INT | GOI | GOI | RIV    | RIV    | EPI | EPI | TRH | BA  | BA  | VIL | VIL |     |     |     |     |     | 35.º | 33   |
| 2022 | Crown Racing      | Honda Civic Type-R TCR (FK7) |       |     |     |     |     |        |        |     |     | 13† |     |     |     |     |     |     |     |     |     | 35.º | 33   |
| 2022 | Cobra Racing Team | Audi RS3 LMS TCR (2017)      |       |     |     |     |     |        |        |     |     |     | DSQ | 5   |     |     |     |     |     |     |     | 35.º | 33   |
| 2023 |                   |                              | AG    | AG  | ROS | ROS | TRH | INT    | RIV    | RIV | EPI | EPI | LAP | LAP | VLP | VLP | VEL | VEL | CAS | CAS |     | 1.º  | 468  |
| 2023 | Squadra Martino   | Honda Civic Type-R TCR (FK7) | 1     | 2   | 1   | 1   | 7   | 18†    | 1      | 6   | 1   | Ret | 4   | 7   | 2   | 8   | 4   | Ret | 7   | 8   |     | 1.º  | 468  |
| 2024 |                   |                              | INT I | CAS | CAS | VEL | VEL | INT II | INT II | EPI | EPI | MER | MER | TBD | TBD | BUE | BUE | TRH | TRH | ROS | ROS | °    |      |
| 2024 | Squadra Martino   | Honda Civic Type-R TCR (FL5) | DSQ   |     |     |     |     |        |        |     |     |     |     |     |     |     |     |     |     |     |     | °    |      |

### TCR Brasil
(Clave) (negrita indica pole position) (cursiva indica vuelta rápida)

| Año  | Equipo          | Auto                         | 1     | 2   | 3   | 4   | 5   | 6   | 7   | 8      | 9      | 10  | 11  | Pos. | Pts. |
| ---- | --------------- | ---------------------------- | ----- | --- | --- | --- | --- | --- | --- | ------ | ------ | --- | --- | ---- | ---- |
| 2023 |                 |                              | INT   | RIV | RIV | VLP | VLP | VEL | VEL | VEL    | VEL    | CAS | CAS | 2.º  | 261  |
| 2023 | Squadra Martino | Honda Civic Type-R TCR (FK7) | 13†   | 1   | 3   | 1   | 7   | 2   | Ret | 4      | Ret    | 6   | 7   | 2.º  | 261  |
| 2024 |                 |                              | INT I | CAS | CAS | CAS | CAS | VEL | VEL | INT II | INT II | BUE | BUE | °    |      |
| 2024 | Squadra Martino | Honda Civic Type-R TCR (FL5) | DSQ   |     |     |     |     |     |     |        |        |     |     | °    |      |

### TCR World Tour
(Clave) (negrita indica pole position) (cursiva indica vuelta rápida)

| Año  | Equipo          | Auto                         | 1   | 2   | 3   | 4   | 5   | 6   | 7   | 8   | 9   | 10  | 11  | 12  | 13  | 14  | 15  | 16  | 17  | 18  | 19  | 20  | Pos. | Pts. |
| ---- | --------------- | ---------------------------- | --- | --- | --- | --- | --- | --- | --- | --- | --- | --- | --- | --- | --- | --- | --- | --- | --- | --- | --- | --- | ---- | ---- |
| 2023 |                 |                              | POR | POR | SPA | SPA | VAL | VAL | HUN | HUN | EPI | EPI | LAP | LAP | SID | SID | SID | BAT | BAT | BAT | MAC | MAC | 26.º | 20   |
| 2023 | Squadra Martino | Honda Civic Type-R TCR (FK7) |     |     |     |     |     |     |     |     | 10  | Ret | 9   | 14  |     |     |     |     |     |     |     |     | 26.º | 20   |

### TCR Europe Touring Car Series
(Clave) (negrita indica pole position) (cursiva indica vuelta rápida)

| Año  | Equipo         | Auto                         | 1   | 2   | 3   | 4   | 5   | 6   | 7   | 8   | 9   | 10  | 11  | 12  | Pos. | Pts. |
| ---- | -------------- | ---------------------------- | --- | --- | --- | --- | --- | --- | --- | --- | --- | --- | --- | --- | ---- | ---- |
| 2024 |                |                              | VLL | VLL | ZOL | ZOL | SAL | SAL | SPA | SPA | BRN | BRN | VAL | VAL | 3.°  | 342  |
| 2024 | ALM Motorsport | Honda Civic Type-R TCR (FL5) | 3   | 6   | 7   | 6   | 2   | 4   | 5   | 1   | 8   | 2   | 2   | 15  | 3.°  | 342  |

#### Rookie Trophy
(Clave) (negrita indica pole position) (cursiva indica vuelta rápida)

| Año  | Equipo         | Auto                         | 1   | 2   | 3   | 4   | 5   | 6   | 7   | 8   | 9   | 10  | 11  | 12  | Pos. | Pts. |
| ---- | -------------- | ---------------------------- | --- | --- | --- | --- | --- | --- | --- | --- | --- | --- | --- | --- | ---- | ---- |
| 2024 |                |                              | VLL | VLL | ZOL | ZOL | SAL | SAL | SPA | SPA | BRN | BRN | VAL | VAL | 1.°  | 527  |
| 2024 | ALM Motorsport | Honda Civic Type-R TCR (FL5) | 1   | 1   | 1   | 1   | 1   | 1   | 1   | 1   | 1   | 1   | 1   | 3   | 1.°  | 527  |

### TCR Spain
| Temporada | Escudería         | Rondas | Rondas | Rondas | Rondas | Rondas | Rondas | Rondas | Rondas | Pos. | Pts. |
| --------- | ----------------- | ------ | ------ | ------ | ------ | ------ | ------ | ------ | ------ | ---- | ---- |
| 2024      | Monlau Motorsport | JAR    | JAR    | EST    | EST    | CRT    | CRT    | CAT    | CAT    | 1.º  | 243  |
| 2024      | Monlau Motorsport | 5      | 1      | 1      | 10     | 6      | 1      | 3      | 4      | 1.º  | 243  |